# 波普特內島
波普特內島是俄羅斯的島嶼，屬於北地群島的一部分，位於少先隊員島以北650米的喀拉海，由克拉斯諾亞爾斯克邊疆區負責管轄，長4公里、寬1.4公里，最高點海拔高度29米，島上無人居住。